# Royal College of Defence Studies
Das Royal College of Defence Studies (RCDS) in London ist eine Hochschule für die Aus-, Weiter- und Fortbildung der britischen Streitkräfte. Das RCDS ist ein Teil der Defence Academy of the United Kingdom der Streitkräfte des Vereinigten Königreichs und wird im Moment von Kommandanten Lieutenant General (Retd) Sir David Bill geleitet.

## Geschichte
1922 empfahl eine Kabinettskommission unter Vorsitz von Winston Churchill, damals Secretary of State for the Colonies, die Gründung eines Kollegs mit der Aufgabe, der militärischen Verteidigung des Empire zu dienen. Das Kolleg wurde 1927 als Imperial Defence College gegründet und hatte bis 1939 seinen Sitz an der Adresse 9 Buckingham Gate in London. Nach dem Zweiten Weltkrieg wurde es im Seaford House, Belgrave Square, wiedereröffnet.  1970 wurde es in Royal College of Defence Studies umbenannt.

## Dozenten
- Michael Boyce, Baron Boyce (1943–2022), First Sea Lord der Royal Navy, Generalstabschef (Chief of the Defence Staff) und Life Peer
- Mungo Melvin (* 1955), Generalmajor und Militärhistoriker

## Absolventen
- Norbert Baas (* 1947), deutscher Diplomat
- Wolf-Ruthart Born (* 1944), deutscher Diplomat
- Gerhard Brugmann (1930–2023), Generalmajor des Heeres der Bundeswehr und Autor
- Peter Heinrich Carstens (* 1937), General a. D. der Bundeswehr
- Manfred Eisele (* 1938), Generalmajor a. D. des Heeres der Bundeswehr
- Manfred Engelhardt (* 1951), Generalleutnant a. D. des Heeres der Bundeswehr
- Emmanuel Erskine (1937–2021), ghanaischer Generalleutnant
- Jürgen Geier (* 1940), Vizeadmiral der Marine der Bundeswehr
- John Grandy (1913–2004), Offizier der Royal Air Force
- Colin Hannah (1914–1978), australischer Offizier und Gouverneur
- Augustus Jaspert (* 1979), britischer Diplomat
- Michael Jeffery (1937–2020), australischer Politiker
- Wolfgang Jilke (* 1949), österreichischer Offizier
- Andrzej Karweta (1958–2010), polnischer Vizeadmiral
- John Lavarack (1885–1957), australischer Offizier und Gouverneur von Queensland
- Franz Leitgeb (* 1960), österreichischer Offizier
- Rüdiger Lüdeking (* 1954), deutscher Diplomat
- Keith Elliott Hedley Morris (* 1934), britischer Diplomat
- Pervez Musharraf (1943–2023), Präsident Pakistans
- Klaus Naumann (* 1939), deutscher General a. D. des Heeres der Bundeswehr
- Catherine Elizabeth Nettleton (* 1960), Botschafterin des Vereinigten Königreichs
- Henning von Ondarza (* 1933), deutscher Offizier
- Petr Pavel (* 1961), tschechischer Politiker
- Zdravko Ponoš
- Frank Ropers (* 1946), Vizeadmiral der Deutschen Marine
- Jürgen Ruwe (* 1946), Generalleutnant a. D. des Heeres der Bundeswehr
- Walter Jürgen Schmid (* 1946), deutscher Diplomat
- Jürgen Karl Uchtmann (* 1959), Brigadegeneral des Heeres der Bundeswehr
- Mohammad Yunus Yosfiah (* 1944), indonesischer Brigadegeneral